# (55759) Erdmannsdorff
(55759) Erdmannsdorff est un astéroïde de la ceinture principale.

## Description
(55759) Erdmannsdorff est un astéroïde de la ceinture principale. Il fut découvert le 10 décembre 1991 à Tautenburg par Freimut Börngen. Il présente une orbite caractérisée par un demi-grand axe de 2,32 UA, une excentricité de 0,18 et une inclinaison de 4,3° par rapport à l'écliptique.

## Compléments